# Orchestina utahana
Orchestina utahana là một loài nhện trong họ Oonopidae.
Loài này thuộc chi Orchestina. Orchestina utahana được miêu tả năm 1935 bởi Ralph Vary Chamberlin & Ivie.